# Țintești
Țintești è un comune della Romania di 4 553 abitanti, ubicato nel distretto di Buzău, nella regione storica della Muntenia.
Il comune è formato dall'unione di 4 villaggi: Maxenu, Odaia Banului, Pogonele, Țintești.